# 小口高 (地磁気学者)
小口 高（おぐち たかし、1930年3月31日 - 2010年12月27日）は、日本の地球物理学者。元東京大学教授。地磁気、オーロラなどの研究が専門で、第1次から第3次の南極観測隊に参加し、第12次の南極観測隊では隊長兼越冬隊長を務めた。

## 経歴
長野県岡谷市出身。長野師範学校附属小学校、旧制諏訪中学（長野県諏訪清陵高等学校の前身）、旧制第一高等学校を経て、東京大学理学部に進む。
1955年、東京大学の大学院生であった小口は、教授であった永田武に呼び出され、第1次南極観測隊の隊長に自分がなりそうだが、そうなれば一緒に来るかと尋ねられ、即座に同行を願い出た。小口は、1956年の第1次南極観測隊員に加わり、続いて第2次、第3次の南極観測隊員にも参加した。第3次の際には、地球物理担当として越冬隊に加わったが、この初期の一連の経験が、後に隊長を務めた第12次隊におけるリーダーシップの基礎になったと評されている。1962年東京大学理学博士（学位論文「極光帯における磁気嵐電離層擾乱及び極光の相互作用」） 。その後、小口は、東京大学教授となり、1971年の第12次隊では自ら越冬隊長も務め、昭和基地から観測用ロケットを7機打ち上げてオーロラの観測を行なったり、深さ75メートルのボーリングを行なうなど、後年の観測に資する様々な取り組みを行なった。また、小口は、南極におけるゴミ公害の問題をアピールし、その後のゴミ持ち帰りへの動きに先鞭をつけた。
その後は、1970年代後半からは、カナダなど北極域でのオーロラ観測を展開した。また、さらに後には、名古屋大学太陽地球環境研究所の所長を、1993年まで務めた。
2008年には若井登とともに、『14人と5匹の越冬隊 1年遅れの本観測 南極観測第3次越冬隊の記録』を自費出版した。

## 著作
- 1974『宇宙空間の科学』日本放送出版協会
- 1987『解明_新物理(総合版)』文英堂